# Bălăceana
Bălăceana è un comune della Romania di 1 668 abitanti, ubicato nel distretto di Suceava, nella regione storica della Bucovina. 
Bălăceana è divenuto comune autonomo nel 2002, staccandosi dal comune di Ciprian Porumbescu.